# 데이 올 키시드 더 브라이드
데이 올 키시드 더 브라이드(They All Kissed The Bride)는 미국에서 제작된 알렉산더 홀 감독의 1942년 영화이다. 조안 크로포드 등이 주연으로 출연하였다.

## 출연

### 주연
- 조안 크로포드
- 멜빈 더글라스

### 조연
- 로랜드 영
- 빌리 버크
- 알렌 젠킨스
- 앤드류 톰브스
- 헬렌 패리시
- 에머리 파넬
- 매리 트린
- 니디아 웨스트만
- 이반 F. 심슨
- 로저 클락
- 에드워드 가갠

## 제작진
- 의상: 아이린